# 社会構想大学院大学
社会構想大学院大学（しゃかいこうそう だいがくいんだいがく、英語: The Graduate School of Social Design）は、東京都港区南青山3-13-18に本部を置く日本の私立大学。2017年創立、2017年大学設置。
理事長は東英弥。
設置者は学校法人先端教育機構。学長は吉國浩二。

## 概要
2011年10月に学校法人東教育研究団が設立されることにはじまる。
東京都港区南青山、東京都新宿区高田馬場にキャンパスがある。
コミュニケーションデザイン研究科、実務教育研究科、社会構想研究科を有する。
いずれの研究科も、平日夜間と及び土曜日に授業が開講される。
修了の際に、コミュニケーションデザイン研究科ではコミュニケーションデザイン修士（専門職学位、MICS：Master of Information & Communication Studies）の学位を、実務教育研究科では実務教育学修士（専門職学位、Master of professional education）の学位を、社会構想研究科では社会構想修士（専門職学位、Master of Social Design）の学位を取得することができる。

### 沿革
- 2011年10月 - 学校法人東教育研究団設立
- 2015年9月 - 法人名を学校法人日本教育研究団へ変更
- 2015年10月 - 社会情報大学院大学設置認可を申請
- 2016年8月 - 社会情報大学院大学設置認可
- 2017年4月 - 開学。広報・情報研究科を設置
- 2017年12月 - 法人名を学校法人先端教育機構へ変更
- 2018年度 - 実務家教員養成課程を開設
- 2019年9月 - 文部科学省「持続的な産学共同人材育成システム構築事業」に採択される
- 2021年4月 - 実務教育研究科を設置
- 2022年4月 - 大学名を「社会構想大学院大学」に改称した。研究科の新設などによる専門領域の拡大に合わせたもの。併せて、「広報・情報研究科」を「コミュニケーションデザイン研究科」に改称した。[2]
- 2024年4月 - 社会構想研究科を設置
- 2024年4月 - 履修証明プログラム「社会教育士養成講座」を開設

## 組織

### 研究科
- コミュニケーションデザイン研究科
  - コミュニケーションデザイン専攻（専門職学位課程）
- 実務教育研究科
  - 実務教育専攻（専門職学位課程）
- 社会構想研究科
  - 社会構想専攻（専門職学位課程）

## 附属機関
- 社会構想大学院大学出版部
- 先端教育研究所

## 著名な教員
- 吉國浩二 - 学長。
- 東英弥 - 博士（商学）。日本の実業家。学校法人先端教育機構理事長
- 川山竜二 - 学校法人先端教育機構学監。実務教育研究科長、先端教育研究所研究所長
- 先崎彰容 - 倫理学者、思想史家。博士（文学）
- 高広伯彦 - 博士（経営科学）。特任教授。博報堂、電通、Googleと渡り歩いたマーケティングコンサルタント。
- 田中里沙 - 事業構想大学院大学教授・学長
- 牧瀬稔 - 博士（人間福祉）。客員教授。関東学院大学法学部准教授

## 連携
- 同一法人
  - 事業構想大学院大学
- 他の法人
  - 日本女子大学
  - 武蔵野大学
  - 学校法人麻生塾
  - 学校法人ミス・パリ学園
  - 学校法人吉田学園
  - 株式会社電通
  - パナソニック株式会社
  - 凸版印刷株式会社
  - 株式会社宣伝会議
  - 株式会社フジテックス

## 修了生
- 鈴木健二 (情報工学者)2023年実務家教員養成課程修了、東京科学大学特任教授、名古屋大学客員教授